# Crispian Mills
Crispian Mills (nascut el 18 de gener de 1973 com a Crispian John David Boulting; nom espiritual Krishna Kantha Das) és un cantautor, guitarrista i director de cinema anglès. Actiu des de 1988, Mills és més conegut com el líder de la banda de rock psicodèlic indie Kula Shaker. Després de la ruptura de la banda el 1999, va romandre amb Columbia Records (una subsidiària de Sony BMG), i va fer una gira amb un conjunt de músics de sessió (incloent un espai de suport per a Robbie Williams) sota el nom de Pi, encara que no es van publicar enregistraments oficials d'estudi íntegrament. Després que el segell rebutgés l'àlbum Pi, Mills va desaparèixer durant un breu temps, tornant el 2002 com a líder i guitarrista principal del grup de rock The Jeevas, que es va dissoldre el 2005 per donar pas a un Kula Shaker reformat, que van publicar el seu tercer àlbum Strangefolk el 2007. El 2010 va llançar l'àlbum Pilgrims Progress amb Kula Shaker. El 2017 la banda va celebrar el 20è aniversari del seu àlbum K amb el llançament del nou disc K 2.0. Mills es va unir a la banda per a una gira al Regne Unit amb entrades exhaurites per celebrar l'aniversari.
Mills és fill de l'actriu Hayley Mills i del director Roy Boulting, net de Sir John Mills i Mary Hayley Bell, nebot de Juliet Mills i directors. John Boulting i Jonathan Mills, i mig germà de Jason Lawson.

## Primers anys
Mills va néixer el 18 de gener de 1973 a Hammersmith, Londres, Anglaterra. La seva mare, Hayley Mills, s'havia fet un nom com a estrella infantil a la dècada de 1960, i va conèixer el pare de Mills, Roy Boulting, al plató de la comèdia britànica lleugera The Family Way. Boulting era 33 anys més gran que Hayley Mills, i només cinc anys més jove que el seu pare, Sir John Mills. La parella es va casar el 1971. El matrimoni no va durar, i la parella es va separar el 1975, seguit d'un divorci oficial el 1977. En aquest moment, Hayley estava embarassada de nou de l'actor Leigh Lawson amb el seu segon fill, Jason.
La nova família va compartir el seu temps entre Hampton i la residència de Lawson a Coventry. Hayley va suspendre la seva carrera per criar els seus fills durant els seus primers anys, un sacrifici que fins avui Mills valora molt. El jove Mills creia que el seu avi era un veritable cavaller amb una armadura brillant. També es pot atribuir a Sir John qui va introduir Mills a la música, cantant velles cançons de cowboy per fer-lo dormir quan era nen. Mills va versionar una d'aquestes cançons, "Rio Grande" amb la seva banda posterior a Kula Shaker The Jeevas. "Em considero molt afortunat", diu Mills, "d'haver estat criat per persones molt obertes i que estan realment enamorades de les arts. Si alguna cosa he heretat de la meva família, és aquest amor del procés creatiu i la consciència del privilegi que representa formar-ne part. Això també ve del meu pare... No vaig poder escapar-ne, i mai vaig sentir que ho volia."
Mills va assistir a diverses escoles, algunes privades, altres estatals, ja que la seva mare viatjava sovint per treballar al cinema. En una entrevista l'any 2016, Mills diu: "Quan estava a escoles privades, em deien comú, i quan era a col·legis públics em deien "posh". Em va fer molt cínic amb totes aquestes etiquetes".
Els seus antecedents significaven que els amics de la família eren persones com Richard Attenborough i Sir Laurence Olivier, tot i que Mills sovint ha comentat que poques vegades es va impactar com una estrella, ja que eren "només persones" per a un acostumat a la companyia d’actors famosos. Com a resultat d'això, i de les experiències de la seva mare com a actriu infantil, el jove Mills creia que fer pel·lícules seria el seu següent pas. "Vaig créixer amb fotos de la meva mare semblant molt jove, amb John Wayne o Walt Disney. Això em va afectar el cap; vaig pensar que era normal. Això és el que passa: arribes als 12 anys, comences a fer pel·lícules. Va ser només quan vaig arribar als 12 anys que em vaig adonar, òbviament, que no era així."
Va ser per aquesta època quan Mills va començar a considerar idees d'espiritualitat i mortalitat. "Si alguna vegada vaig tenir un camí a Damasc, va ser quan tenia 11 anys", recorda. "Em vaig despertar una nit, a casa al llit, i em vaig adonar que moriria. No vull dir 'demà' o 'd'aquí a un any'. No era una predicció. De sobte va ser entendre plenament aquella mort. Recordo haver-hi parlat en aquell moment. Tothom pensava que hi havia alguna cosa malament en mi." Per abordar aquests nous sentiments sobre la vida i la mort, Mills va agafar en préstec el Mahābhārata, una de les dues grans èpiques en sànscrit de l'antiga India, de la seva mare, i es va posar a llegir-lo. També es va convertir en vegetarià, tot i que admet que això es va deure en gran part a haver conegut "una noia realment atractiva que era vegetariana".
Al llarg de la seva joventut, Mills havia estat exposat a una gran varietat de música. Un dels seus primers records musicals va ser "Puff, el drac màgic" de Peter, Paul and Mary, que creu que "va resumir [la seva] infància". Com a regla general, Mills, sense inspirar-se en l'escena musical actual, va descobrir que era capaç d'identificar-se amb discos més antics, que considerava que tenien honestedat i una joventut genuïna. Tanmateix va destacar "Stand and Deliver" d’Adam and the Ants – el primer senzill que va comprar – en virtut del seu drama i longevitat. Pel que fa als àlbums, la seva primera compra va ser "Too Tough to Die" dels Ramones. No obstant això, escoltava "You Really Got Me "del grup de rock anglès The Kinks que el va inspirar a convertir-se en guitarrista. "Va ser com entrar a un temple, un moment en què la meva vida va canviar", diu. "Havia crescut escoltant Boy George i Duran Duran a la ràdio. Però Really Got Me. Chung! Aquest és el teu destí! Després que, tan bon punt vaig agafar una guitarra, l'únic que volia fer era ser brillant, vaig estudiar cintes, vaig ser un adorador de la guitarra". A través de la guitarra, Mills també va descobrir Deep Purple, i ha citat el seu guitarrista principal Ritchie Blackmore com una influència important en el seu estil.
Més tard, Mills va començar a aprofundir en la música psicodèlica, i va passar la major part dels seus anys d’estudiant prenent LSD i escoltant The Doors. L’àcid va donar un canvi de perspectiva a l'adolescent Mills, però aviat es va adonar que les drogues soles no li portarien la il·luminació que ell buscava. Veure els amics íntims sobrepassats pels al·lucinògens finalment va convèncer Mills que hi havia altres maneres de canviar la perspectiva d'un.

## Carrera
En una entrevista amb un periodista de Nova York Mills va declarar: "Pots cantar sobre coses com el sexe prematur entre adolescents, o pots cantar sobre la veritat eterna i universal". En la perspectiva d'aquesta filosofia hindú, la seva banda va estrenar la cançó "Govinda" en un festival a l'aire lliure a Anglaterra. "Hem trobat el nostre camí cap a l'escenari Hare Krishna i acabem de començar a tocar a 'Govinda'". Poc després, Mills va fer una gira per l'Índia per primera vegada amb el seu amic místic i guia de viatge, Mathura, mentre que els altres membres de la banda es van quedar a Anglaterra. Era un iniciat en la tradició del vaixnavisme gaudiya el 1997 i tenia un nom espiritual Hare Krixna Krishna Kantha Das. El mateix any va escriure un pròleg d'un llibre de Bhaktivinoda Thakur traduït a l'anglès del bengalí i titulat Siksastaka, una publicació esotèrica bhakti.
Mills es va fer famós al Regne Unit com a cantant i compositor principal de la banda d'indie/rock dels anys 90 Kula Shaker el 1996. El primer àlbum de Kula Shaker K es va convertir en l'àlbum de debut més venut des de Definitely Maybe d’Oasis al Regne Unit, i la banda va tenir una sèrie de singles d'èxit del Regne Unit, que van culminar amb 'Hush' que va assolir el número 2 allà.
El 1997, Mills va contribuir amb la veu a la cançó breakbeat de nou minuts "Narayan" al tercer àlbum de The Prodigy The Fat of the Land.
Després de la ruptura de Kula Shaker l'any 1999, va passar dos anys experimentant amb noves idees musicals, fent una breu gira al Regne Unit com a part d'una banda anomenada Pi. Un desacord sobre la qualitat d'un àlbum proposat va fer que Mills abandonés la seva discogràfica del seu Regne Unit l'any 2001.
A principis de 2002, la ràpida formació d'una nova banda anomenada The Jeevas amb Andy Nixon i Dan McKinna (abans tots dos de la banda Straw) va portar a un èxit relatiu, amb la venda del primer àlbum. més de 100.000 còpies al Japó. Les vendes a altres llocs eren baixes, però la banda es va mantenir en un bon tiquet en llocs més petits del Regne Unit. Malgrat les llargues gires i una gran base de fans, The Jeevas es va separar a principis de 2005, amb Nixon i McKinna formant una nova banda anomenada The Magic Bullet Band.

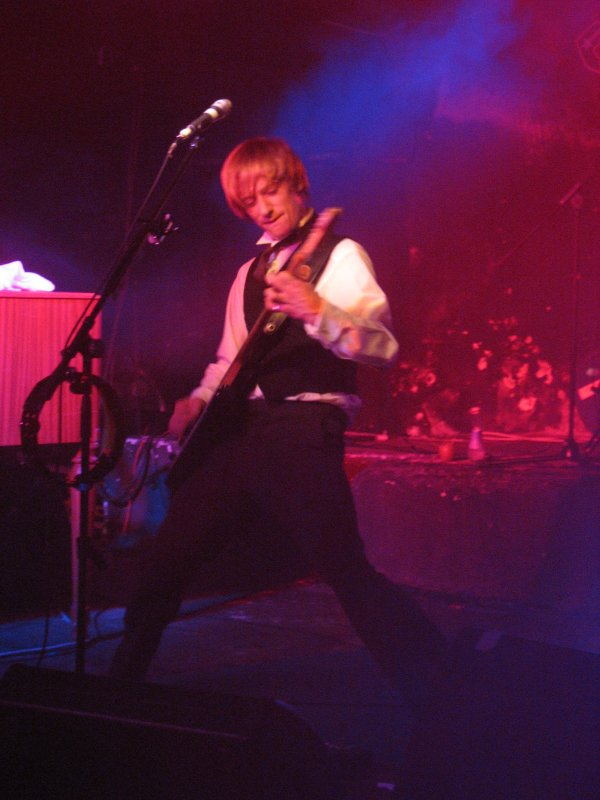
Mills actuant en un concert del 2007

Durant el 2004 The Jeevas i un Kula Shaker reformat (sense el teclista original Jay Darlington) van contribuir a un àlbum benèfic amb la Californian School of Braja, que Mills va dirigir. Les sessions amb Kula Shaker van anar tan bé que la banda va decidir reformar-se definitivament. El 2006 va veure el seu retorn a l'escena en directe al Regne Unit amb l'addició del nou teclista Harry Broadbent, i el llançament d'un EP Revenge of the King. El seu tercer àlbum Strangefolk va ser llançat el 2007.
El juny de 2010 Mills va llançar el seu quart àlbum amb Kula Shaker, Pilgrims Progress.
A principis de 2016 Kula Shaker va tornar amb el seu nou àlbum K 2.0. La banda va fer una gira europea majoritàriament exhaurida al febrer i març de 2016. Van passar la resta de l'any fent gires per Europa, Àsia i Amèrica del Nord.
A finals del 2016 va seguir una gira del 20è aniversari del seu àlbum debut K amb vendes exhaurides.
Mills va anunciar un altre descans per a la banda a causa dels seus compromisos amb més projectes cinematogràfics.

## Comentaris de l'esvàstica
En una entrevista de 1997 amb el NME, Mills va comentar l'ús de l'esvàstica a l'hinduisme dient que "estimava l'esvàstica (hindú)" i afegint "no deixeu que (els nazis) us la robin" i que li encantaria tenir esvàstiques enceses a l'escenari, només per fotre". L'entrevista va donar lloc a un flux negatiu de premsa, amb un periodista suggerint que Mills, com els Sex Pistols, i Brian Jones de The Rolling Stones, havia "coquetejat amb el feixisme". Més tard, Mills va emetre una disculpa per escrit, en la qual va parlar del seu interès en com els símbols espirituals sagrats són segrestats per ideologies nefastes, i va afegir que "s'oposava al totalitarisme en totes les seves formes" i representava "l'amor i la comprensió".

## Pel·lícules
El 2001, poc després de la mort del seu pare Roy Boulting, Mills va començar a escriure guions de pel·lícules. El seu primer guió The Winged Boy va ser comprat per la productora de Hollywood Gold Circle, però mai s'ha fet. Mills va continuar escrivint i desenvolupant material, finalment va escriure i codirigir A Fantastic Fear of Everything, protagonitzada per Simon Pegg. La pel·lícula, que explica la història d'un escriptor de crims paranoic amb una por irracional a les bugaderies i els eriçons, va rebre crítiques diverses i negatives. Molts crítics independents van lloar la seva originalitat visual i l'actuació de Simon Pegg, que li va atorgar el premi al millor actor masculí al festival de cinema de Toronto After Dark. La revista Empire li va donar 3 estrelles. El 2018, Mills va dirigir i coescriure un altre projecte cinematogràfic, Slaughterhouse Rulez, aquesta vegada amb Simon Pegg. i Nick Frost. També va rebre crítiques diverses o negatives.

## Vida personal
Mills està casat amb l'antiga model Josephine "Joe" Mills (de soltera Branfoot) des de 1995. Van viure a Bath, Anglaterra durant dotze anys amb els seus dos fills Keshava de 15 anys i Hari de 12 anys.

## Discografia

### Àlbums
- K – Kula Shaker (1996)
- Peasants, Pigs & Astronauts – Kula Shaker (1999)
- 1,2,3,4 – The Jeevas (2002)
- Cowboys and Indians – The Jeevas (2003)
- School of Braja – School of Braja (2006)
- Strangefolk – Kula Shaker (2007)
- Pilgrims Progress – Kula Shaker (2010)
- K2.0 – Kula Shaker (2016)
- 1st Congregational Church of Eternal Love and Free Hugs – Kula Shaker (2022)
- Natural Magick – Kula Shaker (2024)

### EPs
- Summer Sun E.P. – Kula Shaker (1997)
- Revenge of the King – Kula Shaker (2006)
- Freedom Lovin' People EP – Kula Shaker (2007)

### Recopilatoris
- Kollected – The Best Of – Kula Shaker (2002)
- Tattva – The Very Best Of – Kula Shaker (2007)

### Senzills
- "Tattva (Lucky 13 Mix)" – Kula Shaker (1996)
- "Grateful When You're Dead" – Kula Shaker (1996)
- "Tattva" – Kula Shaker (1996)
- "Hey Dude" – Kula Shaker (1996)
- "Govinda" – Kula Shaker (1996)
- "Hush" – Kula Shaker (1997)
- "Sound of Drums" – Kula Shaker (1998)
- "Mystical Machine Gun" – Kula Shaker (1999)
- "Shower Your Love" – Kula Shaker (1999)
- "Scary Parents" – The Jeevas (2002)
- "One Louder" – The Jeevas (2002)
- "Virginia" – The Jeevas (2002)
- "Ghost (Cowboys in the Movies)" – The Jeevas (2002)
- "Once Upon A Time in America" – The Jeevas (2003)
- "The Way You Carry On" – The Jeevas (2003)
- "Have You Ever Seen The Rain?" – The Jeevas (2003)
- "Second Sight" – Kula Shaker (2007)
- "Out on the Highway" – Kula Shaker (2007)
- "Peter Pan R.I.P" – Kula Shaker (2010)
- "Healing Hands" – Crispian Mills (2010)
- "Let Love Be (With U)" – Kula Shaker (2016)
- "Cherry Plum Tree" - Kula Shaker (2022)
- "Gimme Some Truth" - Kula Shaker (2022)
- "Christmas Time Is Here Again" - Kula Shaker (2022)
- "Waves" - Kula Shaker (2023)
- "Indian Record Player" (2023)
- "Natural Magick" (2024)
- "Rational Man" (2024)